# Eleccions legislatives italianes de 2022
Les eleccions generals italianes de 2022 van ser unes eleccions anticipades celebrades a Itàlia el 25 de setembre de 2022.

## Antecedents
La crisi del govern italià de 2022, que va provocar la dimissió del primer ministre Mario Draghi, va provocar que el president Sergio Mattarella dissolgués el Parlament italià el 21 de juliol, vuit mesos abans del seu venciment legal, i va convocar noves eleccions. Draghi continuà al capdavant del govern com a primer ministre en funcions.
Com a resultat del referèndum constitucional italià de 2020, la mida del Parlament es va reduir respecte a les eleccions anteriors. En virtut de la Constitució esmenada d'Itàlia, hi ha 400 diputats i 200 senadors, enfront de 630 i 315, respectivament. A més a més, després de l'aprovació d'una llei constitucional en 2021, l'edat mínima per a votar al Senat era la mateixa que en la Cambra (18 anys i ja no 25), la qual cosa aquestes eleccions esdevenen la primera vegada que totes dues cambres tenen electorats idèntics.

## Conseqüències
La coalició de centre-dreta va guanyar les eleccions i Giorgia Meloni va formar un govern de coalició amb Germans d'Itàlia, Lliga per Salvini Premier, Forza Italia i Nosaltres Moderats.